# 16447 Vauban
16447 Vauban este o planetă minoră (asteroid), cu un diametru de 12,594 km, din centura de asteroizi. A fost descoperită pe 3 septembrie 1989 la Observatorul din Haute-Provence de Eric Walter Elst și a fost numită după Vauban. 
Obiectul prezintă o orbită caracterizată de o semiaxă mare de 2,6893305 UAi, o excentricitate de 0,2, o înclinație de 7,19261 ° în raport cu ecliptica.